# Apotropina dasypleura
Apotropina dasypleura är en tvåvingeart som först beskrevs av Malloch 1928.  Apotropina dasypleura ingår i släktet Apotropina och familjen fritflugor. Inga underarter finns listade i Catalogue of Life.